# Дора Бонева
Дора Иванова Бонева е българска художничка.

## Биография
Родена е на 11 април 1936 г. в Габрово. През 1959 г. завършва специалност живопис във ВИИИ „Николай Павлович“ в класа на проф. Дечко Узунов.
Твори в областта на пейзажа, композицията, натюрморта и портрета, рисувала е портрети на Дечко Узунов, Георги Димитров, Апостол Карамитев, Григор Вачков, Атанас Кръстев, Владимир Висоцки, Евгений Евтушенко. Стилът ѝ днес е определян като „експресивен реализъм“, преди 1989 г. е рисувала и соцреализъм.
От 1961 г. Бонева участва във всички общи художествени изложби в България и в множество представяния на българското изобразително изкуство зад граница. Самостоятелни изложби прави в София (1961, 1974, 1979, 1996, 1997), Будапеща, Сегед и Дебрецен (1969), Лондон и Кеймбридж (1970), Хага и Ситард (1975), Варшава и Краков (1977), Москва (1983, 1996), Антиб (1997), Варна и Бургас (2000). През 1989, 1990 и 1993 г. участва в Есенния салон в Париж. Избрана е за гостуващ художник на „Грифис арт център“ в Ню Лондон, Кънектикът, за сезон 1994/95.
Лауреат е на множество награди, сред които I награда на изложбата „Животът на софийската младеж“ (1965), II награда на конкурса „Наградата на София“ (1967, 1968), II награда за живопис на СБХ (1970), награда на Културен институт Солензара в Париж, сребърен медал от Френската академия за изящни изкуства и др. От 1981 г. Бонева е член-кореспондент на Европейската академия за наука, изкуство и литература със седалище в Париж.
Нейни картини са притежание на СГХГ, Националния музей на българското изобразително изкуство, галериите в Габрово, Кърджали, Ловеч, Пазарджик, и частни сбирки в България, Англия, Франция, Италия, Холандия, Германия, Русия, Гърция, Япония, Израел, Латинска Америка и САЩ. Присъстват и в сградата на ЮНЕСКО в Париж.
Дора Бонева е дъщеря на цигуларя Иван Бонев, близък приятел на Петко Стайнов.
Омъжена е за писателя Любомир Левчев до смъртта му на 25 септември 2019 г. Техни деца са поетът Владимир Левчев и художничката Марта Левчева.

## За нея
- Дора Бонева, представена от Людмила Живкова (албум). София: Български художник, 1979.